# Villa Ostermann
Die Villa Ostermann, auch Alfred-Messel-Haus genannt, ist eine ehemalige großbürgerliche Villa auf der Mathildenhöhe in Darmstadt (Adresse: Eugen-Bracht-Weg 6). Heute (Stand 2022) befindet sich das unter Denkmalschutz stehende Gebäude im Besitz der Hochschule Darmstadt und beherbergt als sogenanntes Designhaus Darmstadt den Verein Hessen Design e. V. und das idf – Institut für Designforschung.

## Geschichte
Die neubarocke Villa Ostermann wurde von 1908 bis 1909 nach einem Entwurf des Berliner Architekten Alfred Messel erbaut. Bauherr war der Jurist und Kunsthistoriker Dr. Paul Ostermann von Roth, Direktor der großherzoglichen Privatsammlungen. Dieser bewohnte das Gebäude bis zu seinem Tod 1926 mit seiner Familie.
Ab 1935 wurden die Räumlichkeiten dann als Außenstelle des Sicherheitsdienstes des Reichsführers SS (SD) genutzt, später als offizielles Dienstgebäude des SD-Unterabschnittes Hessen (mit Sitz in Darmstadt) bzw. des SD-Abschnittes Darmstadt. Den Luftangriff auf Darmstadt im September 1944 überstand die Villa unbeschädigt. Schließlich richtete auch die Darmstädter Geheime Staatspolizei (Gestapo), die nach der Zerstörung ihrer Räumlichkeiten im Neuen Palais ihren Dienstsitz nach Bensheim verlegen musste, in der Villa Ostermann eine Außenstelle ein. Nach Kriegsende konnten hier Restakten der Gestapo und des SD, etwa beschlagnahmte Akten der Jüdischen Gemeinde, der Freimaurerlogen und anderer Verbände (Alldeutscher Verband, katholische Organisationen) sichergestellt werden. Ein Augenzeugenbericht nennt „Prozessakten und Schrifttum der verschiedensten Art“, die sich Ende 1945 in den nassen Kellerräumen des Gebäudes „bis zur Decke“ gestapelt hätten. Darunter seien auch geraubte Bücher und über 20 größere Pergamentrollen aus Synagogen gewesen, die man 1946 an das Offenbach Archival Depot abgegeben habe.
Von 1952 bis 2007 beherbergte das nunmehr Alfred-Messel-Haus genannte Gebäude das Institut für Neue Technische Form. Von 1953 bis 1986 war auch der Rat für Formgebung hier angesiedelt. 1986 wurde das Haus Sitz des Designzentrums Hessen (heute: Hessen Design e.V.). Von 1989 bis 2005 war in der Villa zudem die firmeneigene Produktsammlung von Braun untergebracht.

## Architektur

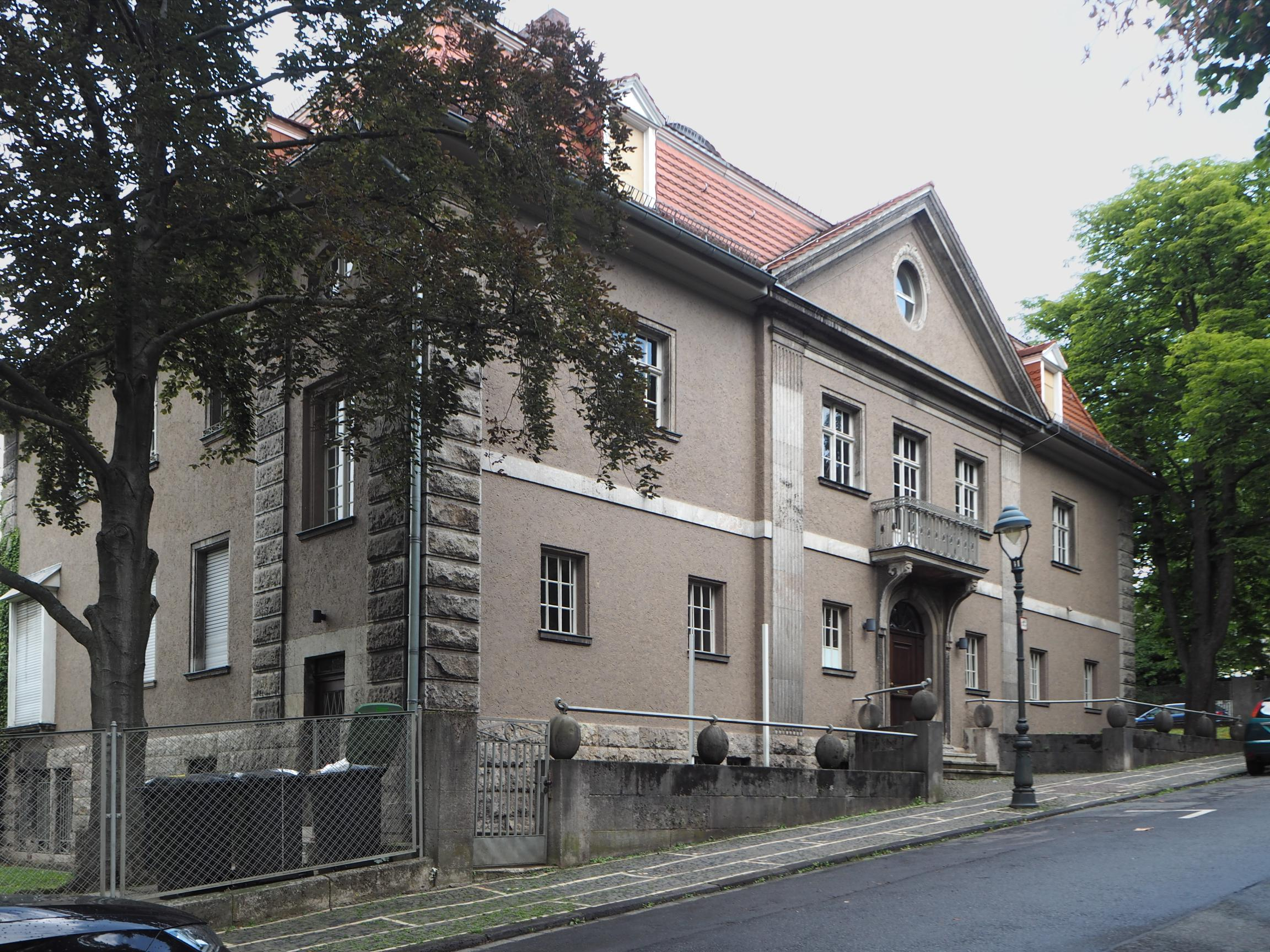
Straßenseite der Villa

Das zweigeschossige Palais mit flachem Mittelrisalit an der Straßenseite und schwerem Mansardwalmdach hat einen symmetrischen Grundriss und symmetrische Fassaden. Messel verzichtete – wie schon vorher bei einigen seiner Berliner Bauten – auf kostbares Material und bildhauerische Ornamente. Das eher schlichte Haus besteht aus Mauerwerk mit verputzten Fassaden. Die strenge Geschlossenheit der Fassade mit ihren Linien und Flächen, der wenigen, fein ausgebildeten Details in Rahmung, Profilen und Gitterwerk wird nur auf der Gartenseite durch zwei abgerundete Balkonerker mit raumhohen Fenstern abgemildert. Die Villa Ostermann erinnert auch an die gleichzeitig entstandenen Landhäuser des Architekten Paul Schultze-Naumburg.
Das Haus ist in seinem kaum veränderten Erhaltungszustand mit seiner ursprünglichen Einfriedung und der Gartenanlage ein repräsentatives Beispiel für die traditionalistische Konzeption einer großzügigen städtischen Villa für die Zeit nach der Wende vom 19. zum 20. Jahrhundert. Aus architektonischen und ortsgeschichtlichen Gründen ist die Villa Ostermann ein Kulturdenkmal.

## Ausstellungen
- 2016: Hans Gekeler – Colour Affairs[6]